# Ubuntu (書体)
UbuntuはOpenTypeベースのフォントファミリーで、ロンドンを拠点とするType foundryのDalton Maagによってデザインされた。カノニカルによって出資され、現代的でヒューマニスト風の書体としてデザインされている。フォントは9か月ほどの期間をかけて開発され、最初のリリースは、限定された形で2010年9月までベータプログラムを通じて提供された。Ubuntu OSでは、Ubuntu 10.10のリリースから新たなデフォルトのフォントとなっている。フォントのデザイナーには、Comic SansやTrebuchet MSフォントの作者であるヴィンセント・コナーレが含まれている。
本フォントファミリーは、Ubuntu Font Licenceの下でライセンスされている。

## 歴史と特徴
このフォントは、2010年10月のUbuntu 10.10のリリースにあわせて、Regular、Italic、Bold、Bold Italicの4つのバージョンが英語で提供された。続いて、2011年4月のUbuntu 11.04のリリースに合わせて、追加のフォントと言語のサポートがなされた。最終的な開発は下記の13のフォントからなるよう意図されている。
- Ubuntu - Regular, Italic, Bold, Bold Italic
- Ubuntu Monospace - Regular, Italic, Bold, Bold Italic
- Ubuntu Light - Regular, Italic
- Ubuntu Midium - Regular, Italic
- Ubuntu Condensed - Regular

ターミナルエミュレータで使用されるmonospaceバージョンは、、Ubuntu 11.04のリリースとともに用いられるようになるはずであった。しかしながら、これは遅れ、Ubuntu 11.10でシステムのデフォルトのmonospaceフォントとなった。
また、Unicodeに完全に準拠しており、ラテンAおよびB拡張文字セット、ギリシャ語ポリトニック、キリル文字拡張が含まれている。さらに、UbuntuOSはインドのルピー記号をデフォルトで含む最初のオペレーティングシステムフォントとなった。Ubuntuフォントは主に画面表示用に設計されており、間隔とカーニングは本文のサイズに合わせて最適化されている
。

## 利用
Ubuntuフォントファミリーは、現在開発中のUbuntu OSのデフォルトのフォントとなっており、また、Ubuntuプロジェクトのブランディングとしても使われている。
UbuntuフォントファミリーはGoogle Fontsディレクトリにも含まれており、これによりWebフォントとしても容易に使うことができる。また、2011年4月26日にはGoogle Docsでも使えるようになった
Ubuntu Monospaceは2014年のビデオゲーム「Transistor」で広く使用されており。florr.io、digdig.io、agar.io、diep.ioなどM28が開発するゲームでも使用されている。
Ubuntu bold-italicは、ビットコインのロゴタイプに、ビットコインのシンボルとともに用いられている。
Ubuntu sansは、人気のGIF共有アプリTenorの「GIF Maker」で使用されている。このフォントはインターネットミーム文化で非常に人気があり、GIFや画像のキャプションによく使用されている。
TV Tropes は 2016 年からロゴに Ubuntu を使用している。

## Ubuntu Font Licence
Ubuntu Font License は、Ubuntuフォントファミリー向けに設計された暫定的なライセンスであり、バージョン0.68以降で使用されている。このライセンスは、SIL Open Font Licenseに基づいている。
Ubuntu Font License では、ライセンス条件が満たされていれば、フォントを「自由に使用、研究、変更、再配布」することができる。ライセンスはコピーレフトであり、すべての派生作品は同じライセンスの下で配布する必要がある。このフォントを使用する文書は、Ubuntu Font License の下でライセンスされる必要はない。
FedoraとDebianはこのライセンスをレビューし、使用と変更の許可が不完全または曖昧であるため、非自由であると解釈することに合意した。